# Giovanni da Asola
Giovanni da Asola (né à Brescia en Lombardie) est un peintre italien de la Renaissance qui fut  actif à Venise au début du XVIe siècle, de 1512 à 1530.

## Biographie
Giovanni da Asola est le père de Bernardino da Asola. On trouve des traces de lui à Venise dès 1512. Il est contemporain de Girolamo Romanino. 

## Œuvres
- La Vierge, l'Enfant, saint Jean l'Evangéliste et saint François, saint Bernardin et saint Jean-Baptiste, huile sur toile, 205 × 186 cm, Dijon, Musée des beaux-arts de Dijon[1].
- Adoration des mages (1518), Duomo de Asola.
- Adoration des bergers (1526), Museo Civico de Padoue.
- Assomption de la Vierge (1526), initialement dans l'église Saint-Michel de Murano (en collaboration avec son fils), visible au musée Correr de Venise.
- La résurrection du Christ San Francesco della Vigna Venise

## Sources
- (en) Cet article est partiellement ou en totalité issu de l’article de Wikipédia en anglais intitulé « Giovanni da Asola » (voir la liste des auteurs).